# Кантария, Мелитон Варламович
Мелито́н Варла́мович Канта́рия (груз. მელიტონ ვარლამის ძე ქანთარია, 5 октября 1920, Джвари, Грузинская Демократическая Республика — 26 декабря 1993, Москва, Россия) — младший сержант РККА, вместе с сержантом М. А. Егоровым под руководством лейтенанта А. П. Береста водрузивший Знамя Победы на крыше здания Рейхстага. Герой Советского Союза (1946).

## Биография
Родился 5 октября 1920 года в крестьянской семье в селе (ныне город) Джвари. По национальности — мегрел. Имел четыре класса образования. До призыва в РККА в 1938 году работал в колхозе.
В боях Великой Отечественной войны — с декабря 1941 года; разведчик 756-го стрелкового полка 150-й стрелковой дивизии 3-й ударной армии 1-го Белорусского фронта. Вместе с сержантом М. А. Егоровым одним из первых водрузил Знамя Победы на крыше Рейхстага во время битвы за Берлин. Группой руководил лейтенант А. П. Берест. В разрушенном здании Рейхстага бойцам пришлось преодолевать завалы, а лестницы были уничтожены, здание частично было разрушено, поэтому Берест, человек богатырского телосложения, под два метра ростом чуть ли не на своих плечах нёс на крышу Егорова и Кантарию, он подставил свою спину, чтобы Егоров и Кантария смогли подняться. Вместе они достигли крыши и закрепили Знамя..
За водружение знамени Указом Президиума Верховного Совета СССР от 8 мая 1946 года ему было присвоено звание Героя Советского Союза с вручением Ордена Ленина и знака отличия Золотая Звезда за № 7090.
Демобилизовавшись в 1946 году, вернулся на родину, работал в колхозе, занимался мелкой торговлей. Затем поселился в Сухуми, столице Абхазской АССР, где работал директором магазина. В 1947 году вступил в ВКП(б). Был депутатом Верховного Совета Абхазской АССР.
В 1965 году вместе с Егоровым и Константином Самсоновым нёс знамя на Параде победы на Красной Площади в Москве, в том же составе они пронесли знамя победы на первомайской демонстрации трудящихся в Москве в 1970 году.
По словам его внука, Георгия, Мелитон Кантария был по характеру настойчивым и пробивным, но не любил рассказывать о своём подвиге. До 1965 года Кантария числился бригадиром плотников. Жил в городе Очамчира Абхазской АССР. Вскоре Кантария избрали депутатом Верховного Совета Грузии.

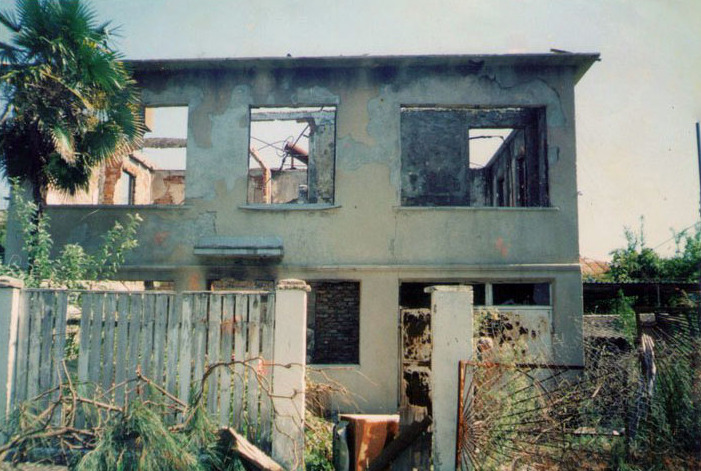
Дом Мелитона Кантарии в Очамчире, Абхазия, разрушенный в ходе боевых действий

Во время грузино-абхазской войны он вместе с семьёй был вынужден уехать в Тбилиси, а потом в 1993 году в Москву вместе со своими детьми. С помощью комитета ветеранов ему удалось получить для своей большой семьи лишь временную небольшую однокомнатную квартиру на окраине. Его поставили на льготную очередь, которая подошла только после его смерти (семья получила новую квартиру).
Умер 26 декабря 1993 года в поезде по пути в Москву, куда ехал получать статус беженца. Свидетельство о смерти было выдано городской клинической больницей № 64 города Москвы, где в траурном зале проходило прощание, на которое никто из официальных лиц не пришёл. Из-за военных действий на родовом кладбище в Абхазии его похоронить не удалось.
В начале января 1994 года Кантария был перезахоронен в Джвари Цаленджихского района (западная часть Грузии), на территории третьей общественной школы. С 2011 года эта школа носит имя Мелитона Кантария.
Был почётным гражданином Берлина с 8 мая 1965 по 29 сентября 1992 года.

## Семья
Отец Мелитона Варлам Кантария (1890—1963) воевал в Первой мировой войне в составе Русской Императорской армии, был ранен, награждён орденами. В период Великой Отечественной войны он участвовал в снабжении фронта продовольствием, был награждён медалями медаль «За оборону Кавказа» и медаль «За доблестный труд в Великой Отечественной войне 1941—1945 гг.».
Мать — Лидия (1896—1985).
Мелитон Кантария жил на два дома: первая грузинская жена родила ему трёх детей, но последние годы жизни Кантария провёл с русской супругой, не прерывая общения с первой, которая никогда не позволяла осуждать мужа. Первая жена умерла в 1984 году от рака желудка, вторая супруга скончалась на год раньше — в 1983 году.
Мелитон Кантария имел двух сыновей: Резо (1939—2000) и Шота (1942—2013).
Дочь — Циала, родилась 4 июня 1946 года в селе Агубедия Очамчирского района, с 1996 года живёт в Греции, там проживают её дочь Нанули, муж которой — гражданин Греции, и сын Тенгиз, женат на гражданке Грузии.
Двое братьев Мелитона, Алексей и Амбако, умерли в конце 1990-х годов, третий брат Шалва скончался в декабре 2014 года. Они жили в Джвари, откуда родом их отец Варлам. В Цаленджихском районе сейчас проживает часть их родственников, остальная часть родных живёт в Тбилиси, в России и Греции. Сёстры Мелитона, Аниа и Лайсо, живут в селе Мужава Цаленджихского района.

## Память
- Весной 1945 года скульптор Иван Першудчев создал скульптурный портрет Героя.
- С 8 мая 1965 года являлся Почётным гражданином Берлина, лишён почётного звания 29 сентября 1992 года.
- В 2010 году в Москве, на Поклонной горе был открыт мемориал, посвящённый борьбе советского народа с немецкими агрессорами в Великой Отечественной войне, скульптурная композиция включает две ростовые фигуры — Егорова и Кантария, оба с автоматами, держащиеся за древко советского флага на вершине полуразрушенного рейхстага[12].
- Бюстовые памятники Мелитону Кантария установлены в Джвари и в Тбилиси (в 2016 году)[13].

## Сочинения
- Егоров М. А, Кантария М. В. Знамя Победы. — М. : Воениздат, 1975.
- Егоров М. А., Кантария М. В. Знамя Победы. Бой первый – бой последний / лит. запись Б. Данюшевского. — М. : Молодая Гвардия, 1975. — 111 с., 16 л. ил.
- Купарев А. С., Гончаров Г. А. Знаменосцы Победы. История легенды. — Киров: ООО «Кировская областная типография», 2017. — 320 с. — 1000 экз. — ISBN 978-5-498-00480-8.